# Steven (kunstenaar)

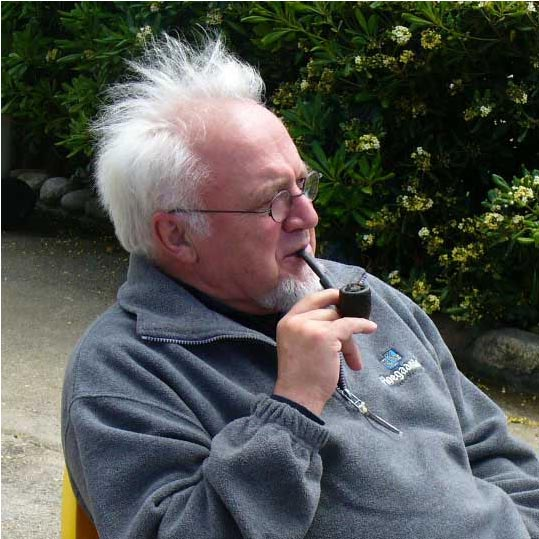
Steven Wilsens

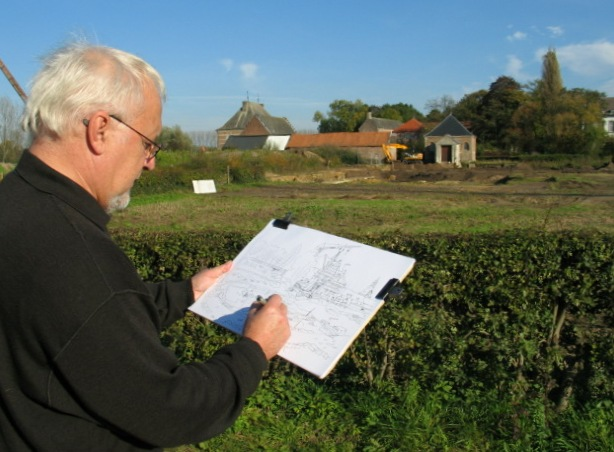
Steven aan het werk in de Abdij van Herkenrode (27 okt 2005)

Stefan Laurens Wilsens (Peer, 14 december 1937 – Kuringen, 6 oktober 2023), bekend onder het pseudoniem Steven, was een Vlaams kunstenaar. Hij noemde zichzelf pentekenaar, cartoonist en illustrator. 

## Biografie
Zijn opleiding kreeg hij aan het Sint-Lucasinstituut in Brussel (1954-1958) en aan de Kölner Werkschule (1958-1960).
Hij was in Vlaanderen bekend om de humor in zijn tekeningen van dorpsgezichten, gebouwen en monumenten die verschenen in de dagbladen van de Standaardgroep en in een groot aantal publicaties. In zijn «Kastelenboeken» tekent hij de kastelen uit alle Vlaamse provincies. Tijdens zijn pensioen tekende hij nog een heel aantal kastelen in Wallonië.
Hij stelde zijn werk in 1962 voor het eerst tentoon.
Steven ging altijd zijn onderwerpen ter plaatse bekijken, las erover en liet zich door specialisten inlichten. Hij trachtte door schetsen de constructie van een gebouw en de lijnen van het landschap meester te worden.
Hij wilde de werkelijkheid tekenen maar ze niet kopiëren. Hij vereenvoudigde lijnen en vlakken en zonderde zijn onderwerp af als ze in een lelijke omgeving stonden. Hij liet ruimte zodat de kijker zelf de kleuren van zijn verbeelding kon schilderen. Zo droeg hij bij tot monumentenzorg en deed vergeten en verloren hoekjes, straten, gebouwen en pleinen opnieuw ontdekken. Opmerkelijk was zijn bekwaamheid om gebouwen in vogelperspectief te tekenen lang voor dit op foto's met een drone gebeurde.
Steven werd onderscheiden met de Prijs Pro Civitate (1972), de Culturele Onderscheiding van de provincie Limburg (1994), de prijs van de Vlaamse Gemeenschap (1994) en het ereburgerschap van de stad Peer.

### Privéleven
Steven was getrouwd en sinds zijn huwelijk woonde hij in Kuringen. Hij overleed op 85-jarige leeftijd.

## Publicaties en illustraties
- Cartoons voor de Kölnische Rundschau en de Vlaamse Televisie 1959
- Tekeningen van Vlaamse stads- en dorpsgezichten in De Standaard en Het Nieuwsblad 1963-1994
- Bierviltjes Artois
- Postzegels
- Bid- en badstonden (J. Soenen) 1963
- Onze-Lieve-Vrouw der Vissen: een verfilmd verhaal van Felix Timmermans (Frans Verstreken) 1968
- Grootboek van de sport (Piet Theys) 1968
- Den geleerden man 1969
- Kastelen in Limburg 1970
- Kastelen in Brabant  - Châteaux du Brabant 1971
- Kastelen in Antwerpen 1972
- Kastelen in West-Vlaanderen 1973
- Het misverstand 1974
- Steven Wilsens liegt de waarheid 1975 (Kunst en oudheden in Limburg; 8)
- Kastelen in Oost-Vlaanderen 1976
- Afbeeldingen van monumenten die op merkwaardige wijze werden gerestaureerd  [197-]
- Oude gebruiken en gerechten (Jaak Collen) 1977
- Abdijengids (Altiora) 1979
- Landelijk leven in Vlaanderen (Altiora/Averbode) 1983
- Gids voor Vlaanderen (VTB-VAB) 1985
- Limburg 2000
- De eenhoorn springt weer op - Herkenrode in haikoe (Herkenrode vzw) 2002
- Het kruispunt, 60 jaar na de bevrijding van Hechtel 2004

### Strips
- De poweet op de Reddelberg 1982
- Het gevleugelde banket (Cl. Reynders) 1983
- Bink en de boemeltrein 2001
- Bink van Sint-Truiden [s.d.]
- Peer en de reus 2002

### Mappen
- Jaar van het bouwkundig erfgoed (Artois) 1975
- Reynaarde (Gaston Durnez) 1978
- Diest 850 jaar (Ronde Tafel) 1979
- Limburg (Provinciebestuur) 1987
- Het Sweert (Louis Coolen) 1990
- Diest in een doosje 1996
- Een dozijn merkwaardige Stevenementen uit de Hasseltse geschiedenis (Jos Jans en Jo Rombouts) 1998
- Kalender Stad Peer (2000)